# Hákonar saga Hákonarsonar
La Hákonar saga Hákonarsonar (Saga di Haakon Haakonsson) è una saga dei re norrena che narra la vita e il regno di re Haakon Haakonsson di Norvegia. La saga fu scritta dallo storico e condottiero islandese Sturla Þórðarson negli anni Sessanta del Duecento; Sturla era alla corte del figlio di Haakon, Magnus, quando venne a sapere della sua morte, e si dice che Magnus commissionò immediatamente a Sturla una saga su suo padre. Questa saga è la fonte principale della nostra conoscenza della storia della Norvegia tra il 1217 (ascesa di Haakon) e il 1263 (sua morte).
Brevi parti della saga che concernevano la campagna di Haakon in Scozia nel 1263 furono tradotte in inglese da James Johnstone e stampate nel 1782, e ristampate nel 1882; l'intera saga fu tradotta in inglese da G. W. Dasent nel 1894 e ristampata nel 1964.